# جانسن (ساسكاتشوان)
جانسن (بالإنجليزية: Jansen, Saskatchewan)‏ هي مستوطنة و قرية تقع في كندا في ساسكاتشوان. يقدر عدد سكانها بـ 140 نسمة ومساحتها 0.85 كم2 .